# Nontron
Nontron település Franciaországban, Dordogne megyében. Lakosainak száma 3049 fő (2022. január 1.). Nontron Augignac, Saint-Martial-de-Valette, Le Bourdeix, Saint-Martin-le-Pin, Savignac-de-Nontron, Saint-Pardoux-la-Rivière és Sceau-Saint-Angel községekkel határos.

## Népesség
A település népességének változása:
| Lakosok száma | 3792 | 3850 | 3558 | 3465 | 3196 | 3121 | 3050 | 3055 | 3040 | 3049 |
|               | 1968 | 1982 | 1990 | 2006 | 2013 | 2015 | 2017 | 2019 | 2020 | 2022 |